# Produttore radiofonico

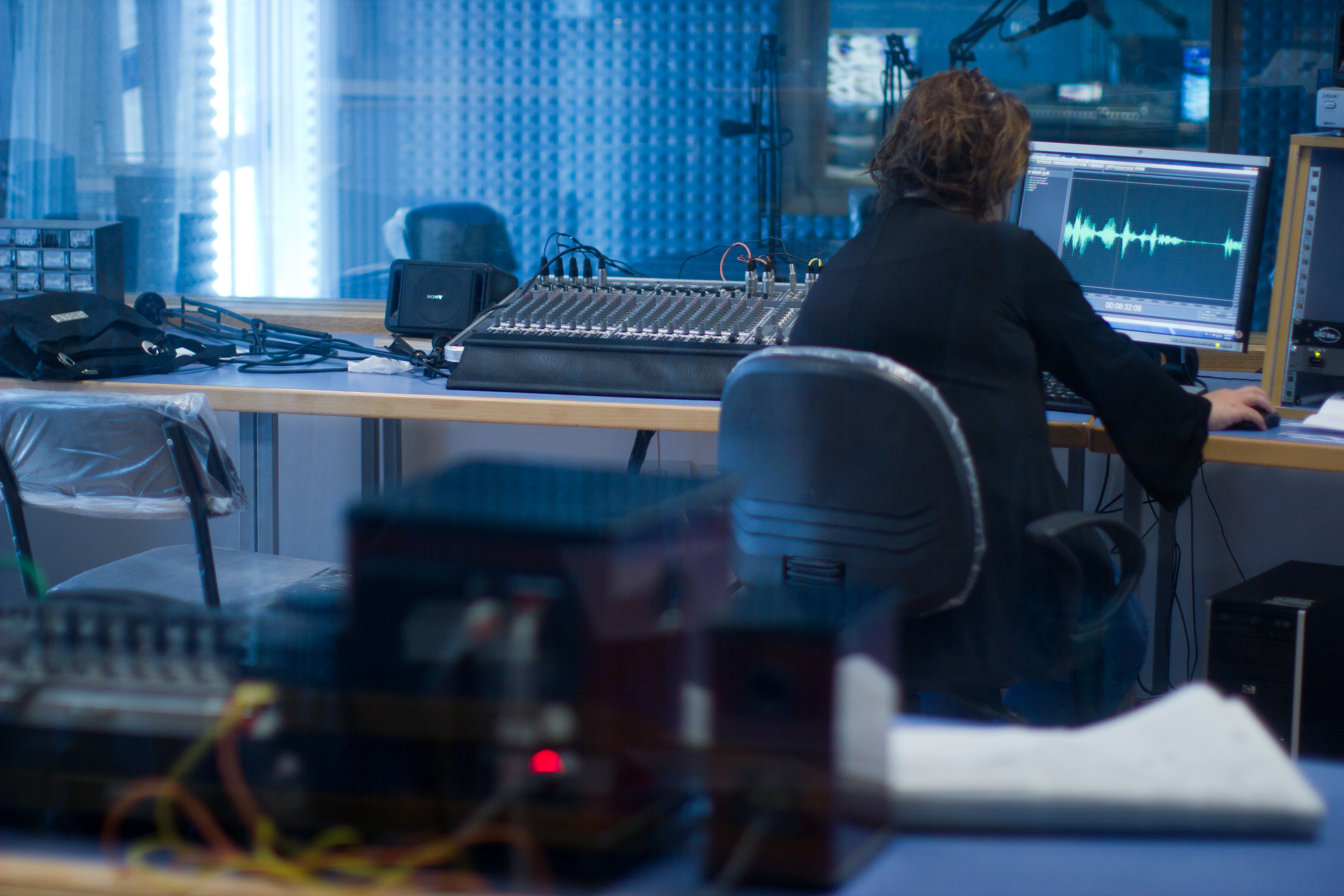
Sala di produzione radiofonica alla Università An-Najah

Il produttore radiofonico è quella figura, nel mondo della radio, che si assume l'onere della produzione di trasmissioni radiofoniche, curandone i contenuti, le operazioni tecniche, la distribuzione.
Ci sono comunque due tipi principali di produttore: il produttore audio, o produttore "creativo", e il produttore dei contenuti. I produttori audio specificamente creano suoni e audio. I produttori di contenuti sovrintendono e orchestrano un programma radiofonico o uno spettacolo. Il produttore di contenuti può organizzare scelte musicali, ospiti di fama, Talk Radio o concorsi, tempi e contenuti complessivi di un dato spettacolo. Possono anche produrre contenuti registrati, sia per spettacoli sia per pubblicità e bumper pubblicitari.

## Ruoli
È una delle figure preminenti nel campo della radio.

Il ruolo di un produttore radiofonico può includere anche quello di "operatore al quadro" o "operatore tecnico", operatori che stanno al controllo tecnico (livelli di volume-suono, software di registrazione, mixing, ecc.) al posto del conduttore radiofonico. Il produttore spesso si trovava in una sala di controllo separata, divisa dallo studio radiofonico da una finestra, che permetteva il contatto visivo mentre bloccava i rumori. Oggigiorno ciò è cambiato, a seconda degli studi radiofonici.
Alcuni produttori coinvolti nel campo della radio sono talvolta noti come "direttori di produzione", "produttori creativi", "specialisti di imaging", o anche "produttori di imaging". Queste varietà di produttore radiofonico creano e producono principalmente contenuti audio per stazioni radiofoniche o reti radio. Alcuni esempi delle rispettive attività sono i "promo" (clip audio commerciali, promozionali), jingle e vari altri clip, meglio conosciuti nel settore radiofonico come "imaging".
Molte stazioni radio hanno un proprio direttore di produzione che può sovrintendere quotidianamente a qualsiasi delle succitate responsabilità. La maggior parte dei grandi gruppi radiofonici ha un proprio team di produzione creativa in sede, che produce audio per più stazioni del gruppo, o anche del relativo paese.